# Bataille de Philippopolis
Guerre russo-turque de 1877-1878
Batailles
Kizil Tepe — Zimnicea — Sistova — Nikopol — 1re col de la Chipka — 2e col de la Chipka — Lovča — 3e col de la Chipka — Gorni Dubnik — Kars — Plevna — Tashkessen — 4e col de la Chipka-Cheïnovo — Philippopolis
La bataille de Philippopolis est une bataille de la guerre russo-turque de 1877-1878.